# Ітатіая (Ріо-де-Жанейро)
Ітатіая (порт. Itatiaia) — місто і муніципалітет в бразильському штаті Ріо-де-Жанейро, розташоване між двома головними агломераціями країни — Сан-Паулу та Ріо-де-Жанейро. Місто є туристичним центром завдяки розташуванню поруч Національного парку Ітатіая.